# Nem férek a bőrödbe (film, 2018)
A Nem férek a bőrödbe (eredeti cím: Freaky Friday) 2018-ban bemutatott amerikai musicalfilm, amelyet Steve Carr rendezett. Az azonos című 2003-as amerikai film remake-je. A főbb szerepekben Cozi Zuehlsdorff, Heidi Blickenstaff, Jason Maybaum, Alex Désert és Ricky He látható.
Amerikában 2018. augusztus 10-én a mutatta be Disney Channel. Magyarországon 2018. október 19-én szintén a Disney Csatorna mutatta be.

## Cselekmény
A tizenéves Elli szenved az apja halála miatt. Nem tud megbirkózni azzal, hogy édesanyja, Katherine Blake az esküvőjére készül. Amikor az anyja megtiltja neki, hogy részt vegyen a barátaival egy kincskereső vadászaton, veszekedés alakul ki. Ellie elmondja Mike-nak (anyja új barátjának és leendő vőlegényének), hogy nem ő az apja, ekkor anya és lánya egy homokórán keresztül testet cserélnek.
Ellinek az anyja testében kell élnie, és rengeteg feladat hárul rá: gondoskodnia kell a bátyjáról és főleg az esküvői előkészületekről.
Katherine-nak egy tinédzser testében kell élnie, és főleg az úgynevezett "vadászaton" kell részt vennie, ami nagyon fontos hagyomány a lánya számára.

## Szereplők
| Szereplő        | Színész            | Magyar hang         |
| --------------- | ------------------ | ------------------- |
| Ellie Blake     | Cozi Zuehlsdorff   | Bogdányi Titanilla  |
| Katherine Blake | Heidi Blickenstaff | Németh Kriszta      |
| Fletcher Blake  | Jason Maybaum      | Tóth Viktor         |
| Mike Harper     | Alex Désert        | Czvetkó Sándor      |
| Adam            | Ricky He           | Baráth István       |
| Torrey Min      | Kahyun Kim         | Kiss Virág          |
| Savannah        | Dara Renee         | Czető Zsanett       |
| Karl Carlson    | Isaiah Lehtinen    | Nagy Gereben        |
| Monica Yang     | Jennifer LaPorte   | Csuha Bori          |
| Kitty           | Sarah Willey       | Tamási Nikolett     |
| Danielle        | Rukiya Bernard     | Sági Tímea          |
| Luis            | Joshua Pak         | Király Adrián       |
| Ms. Meyers      | Lauren McGibbon    | Solecki Janka       |
| Mrs. Luckenbill | Paula Burrows      | Vámos Mónika        |
| Pap             | TBA                | Petridisz Hrisztosz |

## Gyártás
A film Mary Rodgers regénye alapján készült. A főszereplők Heidi Blickenstaff és Cozi Zuehlsdorff. Steve Carr rendezte Bridget Carpenter írta, Tom Kitt és Brian Yorkey zenéjét szerezte. A film premierje a Disney Channel en 2018. augusztus 10-én volt.